# Żółtodzioby
Żółtodzioby (ang. Half Baked) – film komediowy produkcji amerykańskiej z 1998 roku. 

## Fabuła
Żółtodzioby to historia czterech przyjaciół, którzy palą marihuanę. Pewnego dnia jeden z nich trafia do więzienia za "nakarmienie" policyjnego konia cukrzyka. Przyjaciele postanawiają go ratować. Wpadają na pomysł, by zacząć handlować marihuaną. 
Zdobywają towar z laboratorium badawczego, w którym pracuje jeden z nich. 
Okazuje się to świetnym sposobem na uzbieranie pieniędzy na kaucję, dopóki nie dowiaduje się o tym jeden z dilerów – Samson Simpson.

## Obsada
- Dave Chappelle – Thurgood Jenkins
- Jim Breuer – Brian
- Guillermo Díaz – Scarface
- Harland Williams – Kenny Davis
- Rachel True – Mary Jane Potman
- Clarence Williams III – Samson Simpson
- Laura Silverman – Jan
- Tommy Chong – Squirrel Master
- R.D. Reid – Naukowiec
- Rick Demas – Nasty Nate
- Stephen Baldwin – McGayver Smoker
- Snoop Dogg – Scavenger Smoker
- Gregg Rogell – Ćpun
- Dave Chappelle – Thurgood Jenkins/Sir Smoke-a-lot
- Jon Stewart – Enhancement Smoker
- David Sutcliffe – After School Dad